# Mike Glenn
Mike Theodore "Stinger" Glenn (nacido el 10 de septiembre de 1955 en Rome, Georgia) es un exjugador de baloncesto estadounidense que jugó diez temporadas en la NBA. Con 1,88 metros de estatura, lo hacía en la posición de escolta.

## Trayectoria deportiva

### Universidad
Jugó durante cuatro temporadas con los Salukis de la Universidad del Sur de Illinois Carbondale, en las que promedió 18,1 puntos, 3,2 asistencias y 2,5 rebotes por partido. Fue elegido en el mejor quinteto de la Missouri Valley Conference en sus dos últimas temporadas, ganando además el Premio Larry Bird al Jugador del Año en 1976.

### Profesional
Fue elegido en la vigésimo tercera posición del Draft de la NBA de 1977 por Chicago Bulls, pero no llegó a debutar con el equipo, siendo despedido en el mes de diciembre. Una semana después fichaba como agente libre por los Buffalo Braves, donde disputó los 56 partidos que quedaban de la temporada, promediando 7,9 puntos y 1,4 asistencias.
En la temporada 1978-79 recibió una oferta de los New York Knicks, la cual renunciaron a igualar los Braves, fichando por el equipo neoyorquino. Jugó durante 3 temporadas con los Knicks, como suplente de los titulares Earl Monroe y Ray Williams. Su mejor campaña fue la tercera, ya sin Monroe en el equipo, promediando 8,2 puntos y 1,3 asistencias por partido. Ese año, 1981, recibió además el Premio Mejor Ciudadano J. Walter Kennedy por sus contribuciones a la comunidad.
En 1981 firmó como agente libre veterano por Atlanta Hawks, recibiendo los Knicks como compensación una futura segunda ronda del draft. Allí jugó durante cuatro temporadas como escolta suplente, manteniendo en todas ellas una gran regularidad. En la 84-85 logró los mejores números de su carrera, al promediar 8,6 puntos y 2,0 asistencias.
En 1985 recibe una oferta de los Milwaukee Bucks que los Hawks no igualan, fichando a sus 30 años por el equipo cervecero. Pero su aportación al equipo se redujo a aparecer en 38 partidos en su primera temporada y en cuatro más en la siguiente, antes de ser despedido, abandonando definitivamente el baloncesto profesional.

## Estadísticas de su carrera en la NBA

### Temporada regular
| Año     | Equipo    | PJ  | PT | MPP  | %TC  | %3P  | %TL  | RPP | APP | ROB | TPP | PPP |
| ------- | --------- | --- | -- | ---- | ---- | ---- | ---- | --- | --- | --- | --- | --- |
| 1977–78 | Buffalo   | 56  | -  | 16.9 | .527 | -    | .785 | 1.4 | 1.4 | 0.6 | 0.1 | 7.9 |
| 1978–79 | New York  | 75  | -  | 15.6 | .541 | -    | .905 | 1.1 | 1.8 | 0.5 | 0.1 | 7.8 |
| 1979–80 | New York  | 75  | -  | 10.7 | .516 | .200 | .863 | 0.9 | 1.1 | 0.5 | 0.1 | 5.9 |
| 1980–81 | New York  | 82  | -  | 18.4 | .558 | .364 | .891 | 1.1 | 1.3 | 0.9 | 0.1 | 8.2 |
| 1981–82 | Atlanta   | 49  | 0  | 17.0 | .543 | .500 | .881 | 1.2 | 1.8 | 0.5 | 0.1 | 7.7 |
| 1982–83 | Atlanta   | 73  | 4  | 15.4 | .518 | .000 | .831 | 1.2 | 1.7 | 0.4 | 0.1 | 7.3 |
| 1983–84 | Atlanta   | 81  | 0  | 18.6 | .563 | .500 | .800 | 1.3 | 2.1 | 0.6 | 0.1 | 8.4 |
| 1984–85 | Atlanta   | 60  | 5  | 18.8 | .588 | .000 | .816 | 1.4 | 2.0 | 0.5 | 0.0 | 8.6 |
| 1985–86 | Milwaukee | 38  | 1  | 15.1 | .495 | .000 | .959 | 1.5 | 1.0 | 0.2 | 0.1 | 6.2 |
| 1986–87 | Milwaukee | 4   | 0  | 8.5  | .385 | .000 | .714 | 0.5 | 0.3 | 0.3 | 0.0 | 3.8 |
| Total   | Total     | 593 | 10 | 16.2 | .542 | .286 | .855 | 1.2 | 1.6 | 0.5 | 0.1 | 7.6 |

### Playoffs
| Año     | Equipo    | PJ | PT | MPP  | %TC  | %3P  | %TL   | RPP | APP | ROB | TPP | PPP |
| ------- | --------- | -- | -- | ---- | ---- | ---- | ----- | --- | --- | --- | --- | --- |
| 1980–81 | New York  | 2  | -  | 13.0 | .571 | .000 | 1.000 | 2.0 | 0.5 | 0.5 | 0.0 | 5.5 |
| 1981–82 | Atlanta   | 2  | -  | 17.5 | .714 | .000 | 1.000 | 0.5 | 1.0 | 1.5 | 0.0 | 6.0 |
| 1982–83 | Atlanta   | 3  | -  | 22.3 | .545 | .000 | 1.000 | 1.7 | 1.0 | 0.7 | 0.0 | 9.3 |
| 1983–84 | Atlanta   | 5  | -  | 10.6 | .357 | .000 | .000  | 1.0 | 1.0 | 0.4 | 0.0 | 2.0 |
| 1985–86 | Milwaukee | 10 | 0  | 11.4 | .361 | .000 | .833  | 1.1 | 0.8 | 0.1 | 0.0 | 3.6 |
| Total   | Total     | 22 | 0  | 13.4 | .453 | .000 | .905  | 1.2 | 0.9 | 0.4 | 0.0 | 4.4 |

## Vida posterior
Tras retirarse, en 1991 comenzó su andadura como analista en las retransmisiones de los partidos de los Hawks para diferentes cadenas como la TNT, la CNN y la ESPN. antes de ello, y mientras todavía era profesional, fundó el Basketball Camp for the Hearing Impaired, un campus de baloncesto para niños con problemas de sordera. Desde 2004 es el comisionado de la liga menor de baloncesto World Basketball Association.